# Qri
Lee Ji-hyun (hangul: 이지현), mer känd under artistnamnet Qri, född 12 december 1986 i Goyang, är en sydkoreansk sångerska och skådespelare.
Hon har varit medlem i den sydkoreanska tjejgruppen T-ara sedan gruppen debuterade 2009.

## Diskografi

### Album
| Datum       | Albumtitel            | Topplacering          |
| Datum       | Albumtitel            | Sydkorea (Gaon Chart) |
| ----------- | --------------------- | --------------------- |
| 27 nov 2009 | Absolute First Album  | 2                     |
| 1 dec 2010  | Temptastic            | 2                     |
| 23 jun 2011 | John Travolta Wannabe | 3                     |
| 11 nov 2011 | Black Eyes            | 2                     |
| 3 jul 2012  | Day by Day            | 5                     |
| 10 okt 2013 | Again                 | 2                     |
| 11 sep 2014 | And & End             | 2                     |
| 4 aug 2015  | So Good               | 4                     |
| 9 nov 2016  | Remember              | 4                     |

## Filmografi

### Film
| År   | Titel                     | Roll      |
| ---- | ------------------------- | --------- |
| 2010 | Death Bell 2: Bloody Camp | cameoroll |
| 2011 | Gisaeng Ghost             | cameoroll |

### TV-drama
| År   | Titel                                  | Kanal     | Roll      |
| ---- | -------------------------------------- | --------- | --------- |
| 2009 | Queen Seondeok                         | MBC       | Yeong-mo  |
| 2010 | Master of Study                        | KBS       | cameoroll |
| 2010 | Southern Trader Kim Chul Soo's Updates | KBS       | Lee Kyung |
| 2010 | Giant                                  | SBS       | cameoroll |
| 2011 | The King of Legend                     | KBS       | Bu Yeojin |
| 2015 | Sweet Temptation (Black Holliday)      | webbdrama | Qri       |